# Air Pikat
Air Pikat is een bestuurslaag in het regentschap Rejang Lebong van de provincie Bengkulu, Indonesië. Air Pikat telt 1213 inwoners (volkstelling 2010).